# Iriarteeae
Tribu
Iriarteeae est une tribu de plantes de la famille des Arecaceae (les palmiers) et de la sous-famille des Arecoideae.
Le genre type de la tribu est Iriartea.

## Liste des genres
- Dictyocaryum
- Iriartea
- Iriartella
- Socratea
- Wettinia

## Publication originale
- Drude Bot. Zeitung, Berlin no 35, 1877, p. 632.